# 阿登多夫
阿登多夫是德国下萨克森州的一个市镇。总面积16.08平方公里，总人口10357人，其中男性5024人，女性5333人（2011年12月31日），人口密度644人/平方公里。